# Alfred Adam (Botaniker)
Alfred Adam (* 29. Mai 1905 in Dohna; † 24. April 1966) war ein deutscher Lehrer, Botaniker und Naturschützer.

## Leben
Nach dem Schulabschluss ging Alfred Adam an das Lehrerseminar. Anschließend war er als Berufsschullehrer in Dohna tätig. Nach dem Zweiten Weltkrieg wurde er Mitglied der Sozialistischen Einheitspartei Deutschlands (SED) und des Kulturbundes zur demokratischen Erneuerung Deutschlands. Ferner war er Naturschutzbeauftragter für den Kreis Pirna. Bekanntheit erlangte er vor allem als Botaniker. Er bearbeitete meist Gefäßpflanzen im Bereich des Kreises Pirna. Maßgebend war er gemeinsam mit dem Oberlehrer Max Winkler am Neuaufbau des Heimatmuseums Dohna beteiligt. Das Museum befand sich nach dem schweren Hochwasser von 1927 in der Schule von Dohna und war im Krieg geschlossen worden.
1952 wurde vom Bezirkssekretariat Dresden des Kulturbundes abwertend eingeschätzt, dass Alfred Adam im Kreis Pirna Mitglied eines Alt-Männer-Vereins sei.